# Weak Heart
«Weak Heart» (en español: «Corazón débil») es una canción interpretada por la cantante sueca Zara Larsson e incluida su primer álbum de estudio, 1 (2014). El sencillo fue lanzado digitalmente el 12 de enero de 2015. El sencillo alcanzó el puesto número 53 en Suecia, convirtiéndose en el primer sencillo de Larsson en no llegar al top 30 y el único en no lograr ninguna certificación.
La crítica profesional destaca que dentro del álbum, la pista posee una melodía delicada y emocional.

## Rendimiento en las listas
«Weak Heart» debutó en la posición número 53 en Suecia y permaneció 4 semanas en la misma posición.

## Vídeo musical
El vídeo oficial fue dirigido por David Soutar y publicado el 5 de diciembre de 2014. El video muestra a Larsson montado en un caballo y varias tomas fuera de una casa.

## Lista de canciones
| Descarga digital |              |          |  |
| N.º              | Título       | Duración |  |
| 1.               | «Weak Heart» | 3:00     |  |

| Descarga digital – Remixes |                                      |          |  |
| N.º                        | Título                               | Duración |  |
| 1.                         | «Weak Heart»                         | 3:00     |  |
| 2.                         | «Weak Heart» (Sam Crow & Mack Remix) | 3:15     |  |
| 3.                         | «Weak Heart» (Don Palm Remix)        | 3:16     |  |
| 4.                         | «Weak Heart» (Haz tu propia versión) | 3:00     |  |

## Posicionamiento en las listas

### Semanales
| Suecia | Sverigetopplistan | 53 |

## Historial de lanzamientos
| País   | Fecha               | Formato          | Discográfica | Ref.  |
| ------ | ------------------- | ---------------- | ------------ | ----- |
| Suecia | 12 de enero de 2015 | Descarga digital | TEN          | [ 6 ] |